# Lex fori
En droit international privé, la lex fori, expression latine voulant dire loi du for, est un terme juridique utilisé dans le conflit de lois faisant référence aux lois de la juridiction dans laquelle une action en justice est intentée (autrement dit, la loi du tribunal saisi).
Lorsque le tribunal décide qu'il doit, par raison des principes de conflit de lois, résoudre un litige donné par référence aux lois d'une autre juridiction — la lex causae —, la lex fori régit encore les questions de procédure.